# Markusskolen
Markusskolen er en kristen friskole oprettet i 1979. Skolen har adresse på Stenhuggervej i Esbjergforstaden Sædding.
Skolen har ca. 270 elever fra 0.-9. klasse. Derudover er der en børnehave med ca. 50 børn.
Skolen virkede de første år i Luthersk Missions hus på Stenhuggervej i Esbjerg. I 1982 byggedes den første egentlige skolebygning, og skolen har siden udvidet ad flere omgange. I 2007 blev der tilbygget en idrætshal, og siden har skolen udvidet med flere lokaler i 2013 og 2017.